# Anders Lassen
Pour les articles homonymes, voir Lassen.
Anders Frederik Emil Victor Schau Lassen (22 septembre 1920 - 9 avril 1945) est un officier militaire danois qui fut le seul récipiendaire non membre du Commonwealth de la Croix de Victoria pendant la Seconde Guerre mondiale. Servant dans l'armée britannique, il reçut à titre posthume cette décoration pour ses actions lors de l'opération Roast le 8 avril 1945 au lac Comacchio en Italie, au cours des dernières semaines de la campagne d'Italie,.